# 야바세 유전

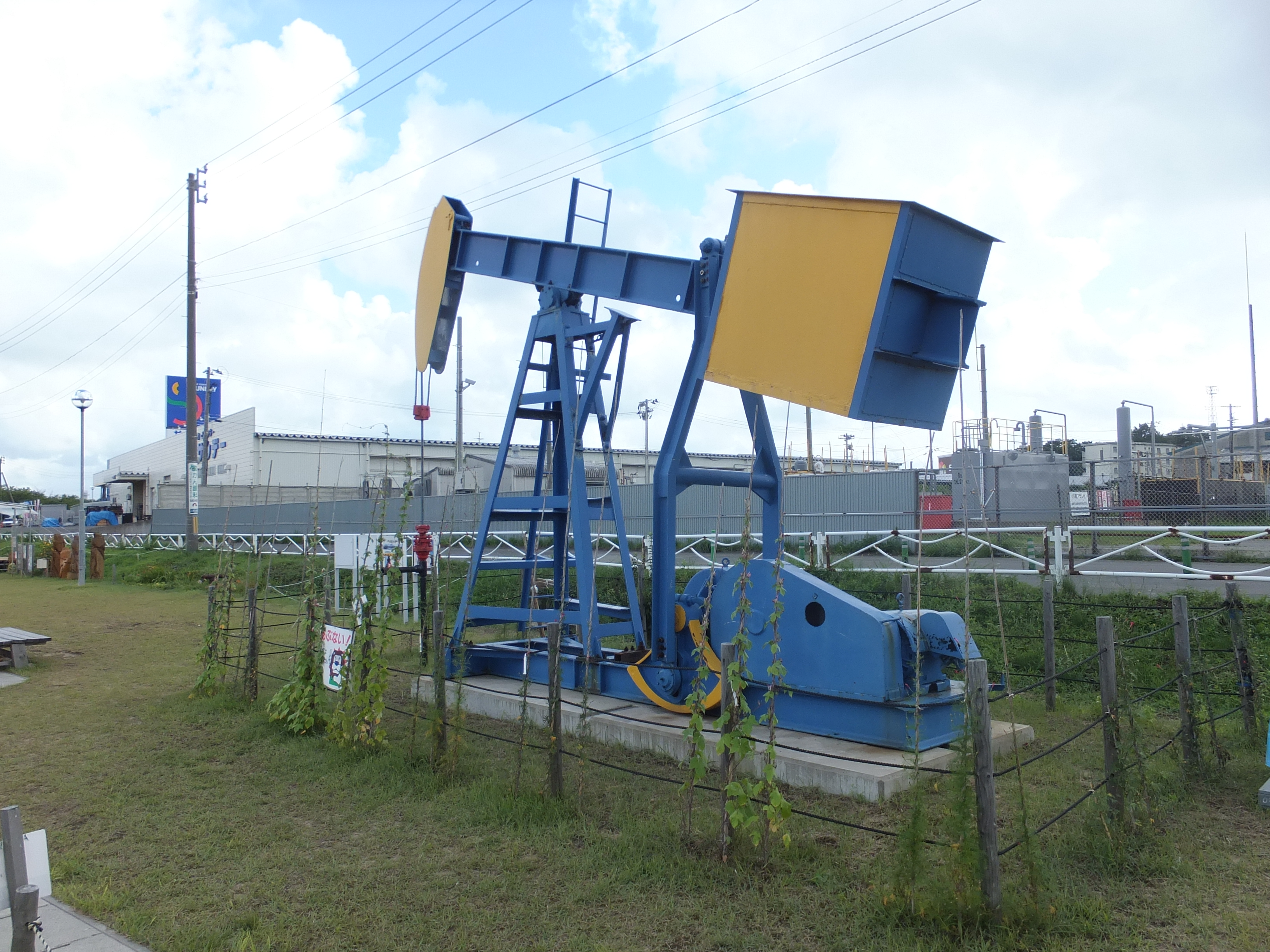

야바세 유전(일본어: 八橋油田 야바세 유덴[*])은 일본 아키타현 아키타시 야바세에 있는 유전이다.
국제석유개발제석 국내사업본부 아키타광업소가 산유하고 있다. 산유량은 2013년 시점에서 연간 약 16,000 킬로리터(10만 배럴). 유정은 아키타시 야바세・테라우치지구를 중심으로, 북쪽으로는 소토아사히카와지구, 남쪽으로는 아라야지구까지 펼쳐져 있다. 쇼와 20년대 후반부터 30년대에 걸쳐 일본국내 최대의 유전으로, 산유 개시 이래로 현재까지 누적산유량이 일본국내 최대다.
채굴된 원유는 소토아사히카와플랜트에서 정제되어 오가반도의 아키타국가석유비축기지를 거쳐 출하된다. 또한 천연가스도 산출한다.